# Вартові
«Вартові» (англ. Watchmen) — обмежена серія коміксів з дванадцяти випусків, опублікована компанією DC Comics в період з вересня 1986 по жовтень 1987 року, а пізніше перевидана у вигляді графічного роману. Автори серії — письменник Алан Мур, художник Дейв Ґіббонс та колорист Джон Гіґґінс — використовували як прототипів супергероїв, права на використання яких незадовго до того були придбані DC Comics в іншої компанії, видавала комікси, — Charlton Comics. Оскільки запропонована Муром історія не залишала можливості подальшого використання багатьох із героїв, редактор Дік Джіордано переконав письменників створити нових персонажів.
Мур використовував історію як засіб відображення суспільних проблем того часу і критики концепції супергероїв. Дія коміксу відбувається в альтернативної реальності 1980-х років, де супергерої з'явилися в 1940 — 1960-х роках та допомогли США виграти війну у В'єтнамі. Через кілька років США знаходяться на межі ядерної війни з СРСР, а костюмовані герої оголошені поза законом, і більшість з них відійшло від справ, але деякі продовжують таємно працювати на уряд. Сюжет побудований на розслідуванні вбивства колишнього героя, що фінансується урядом, що в розв'язці коміксу призводить до розкриття страхітливої правди та смерті мільйонів людей для того, щоб запобігти ядерній війні.
Відмінна художня особливість роману — це його нелінійна структура оповідання. Гіббонс компонував по дев'ять кадрів на сторінку, а також використовував повторювані символи, такі, як закривавлений жовтий смайлик. Всі випуски, крім останнього, включають в себе додаткові вигадані документи — статті, книги, фотографії, вирізки газет, які мають місце в описуваному вигаданому світі та розповідають передісторію подій. Починаючи з третього розділу сюжет переплітається з іншим коміксом — «Легенди Чорної шхуни», який читає хлопчик біля газетного кіоску.
«Вартові» отримали позитивні відгуки як спеціалізованих комікс-видань, так і масової преси. Роман вважається одним з найкращих за всю історію коміксів і був удостоєний безлічі нагород разом із творцями.

## Сюжет
Дія «Вартових» розгортається в 1980-х роках у Сполучених Штатах альтернативної реальності. Основною відмінністю від реального світу є існування костюмованих героїв. Точка біфуркації припадає на 1938 рік, і такі події змінені, наприклад, хід війни у В'єтнамі, в яку втрутиться Доктор Мангеттен і в короткий термін припиняє військові дії, а також президентство Річарда Ніксона, який за сюжетом обраний на третій термін, з чого випливає, що Вотергейтського скандалу не існувало. описувані події максимально наближені до реальності — ніхто з героїв, окрім Доктора Мангеттена, не володіє надлюдськими можливостями, описуючи словами «віджіланте» — хтось пильний, особисто вершує правосуддя, «месник у масці». Доктор Манхеттен сприймається урядом як стратегічна зброя проти Радянського Союзу та одночасно прискорює зростання напруженості між двома країнами. Через деякий час герої перестали користуватися довірою поліції та громадськості, і уряд прийняв декрет сенатора Кінна від 3 серпня 1977 року, офіційно оголошує костюмованих героїв поза законом.

## Екранізації
Після низки спроб екранізації, 2009 року вийшов однойменний фільм режисера Зака Снайдера, який в українському прокаті було названо «Хранителі», також деякі імена героїв відрізняються в українському перекладі фільму та коміксу. Фільм був неоднозначно оцінений критиками.
У квітні 2017 року Warner Brothers заявили, що готують анімаційний фільм за мотивами коміксу із рейтингом R.
У 2019 році телеканал HBO Max випустив телесеріал, який продовжує сюжет оригінального коміксу.

## Сприйняття
Оглядач сайту mrpl.city Іван Синєпалов розташував роман на 5 місці у переліку найкращих книжок, виданих українською мовою у 2018 році. На його думку, Вартові — це саме той твір, що здатен «відвернути пересічного читача книжок без картинок від зневажливого ставлення до коміксів».